# Cattania haberhaueri
Cattania haberhaueri е вид охлюв от семейство Helicidae. Видът не е застрашен от изчезване.

## Разпространение и местообитание
Разпространен е в България, Гърция, Северна Македония и Сърбия.
Обитава гористи местности, планини и възвишения.